# Руя (приток Ярани)
Руя — река в России, протекает по территории Тужинского и Яранского районов Кировской области. Устье реки находится в 41 км по правому берегу реки Ярань. Длина реки составляет 10 км.
Исток реки восточнее села Никола, центра Никольского сельского поселения в 18 км к северо-востоку от Яранска. Река течёт на северо-запад, протекает деревни Федькино, Савичи, Алёшкино. Впадает в боковую старицу Ярани в её заболоченной пойме восточнее деревни Пачи-Югунур.

## Данные водного реестра
По данным государственного водного реестра России относится к Камскому бассейновому округу, водохозяйственный участок реки — Вятка от города Котельнич до водомерного поста посёлка городского типа Аркуль, речной подбассейн реки — Вятка. Речной бассейн реки — Кама.
По данным геоинформационной системы водохозяйственного районирования территории РФ, подготовленной Федеральным агентством водных ресурсов:
- Код водного объекта в государственном водном реестре — 10010300412111100037068
- Код по гидрологической изученности (ГИ) — 111103706
- Код бассейна — 10.01.03.004
- Номер тома по ГИ — 11
- Выпуск по ГИ — 1